# فيلي ديفيس (رجل أعمال)
فيلي ديفيس (بالإنجليزية: Willie Davis)‏ هو رجل أعمال ولاعب كرة قدم أمريكية أمريكي، ولد في 24 يوليو 1934 في لشبونة في الولايات المتحدة.

## وصلات خارجية
- فيلي ديفيس على موقع مرجع كرة القدم المحترفة.كوم (الإنجليزية)
- فيلي ديفيس على موقع قاعة لويزيانا للمشاهير الرياضية (الإنجليزية)
- فيلي ديفيس على موقع إن إن دي بي (الإنجليزية)